# Vana-Roosa
Vana-Roosa – wieś w Estonii, w prowincji Võru, w gminie Varstu.

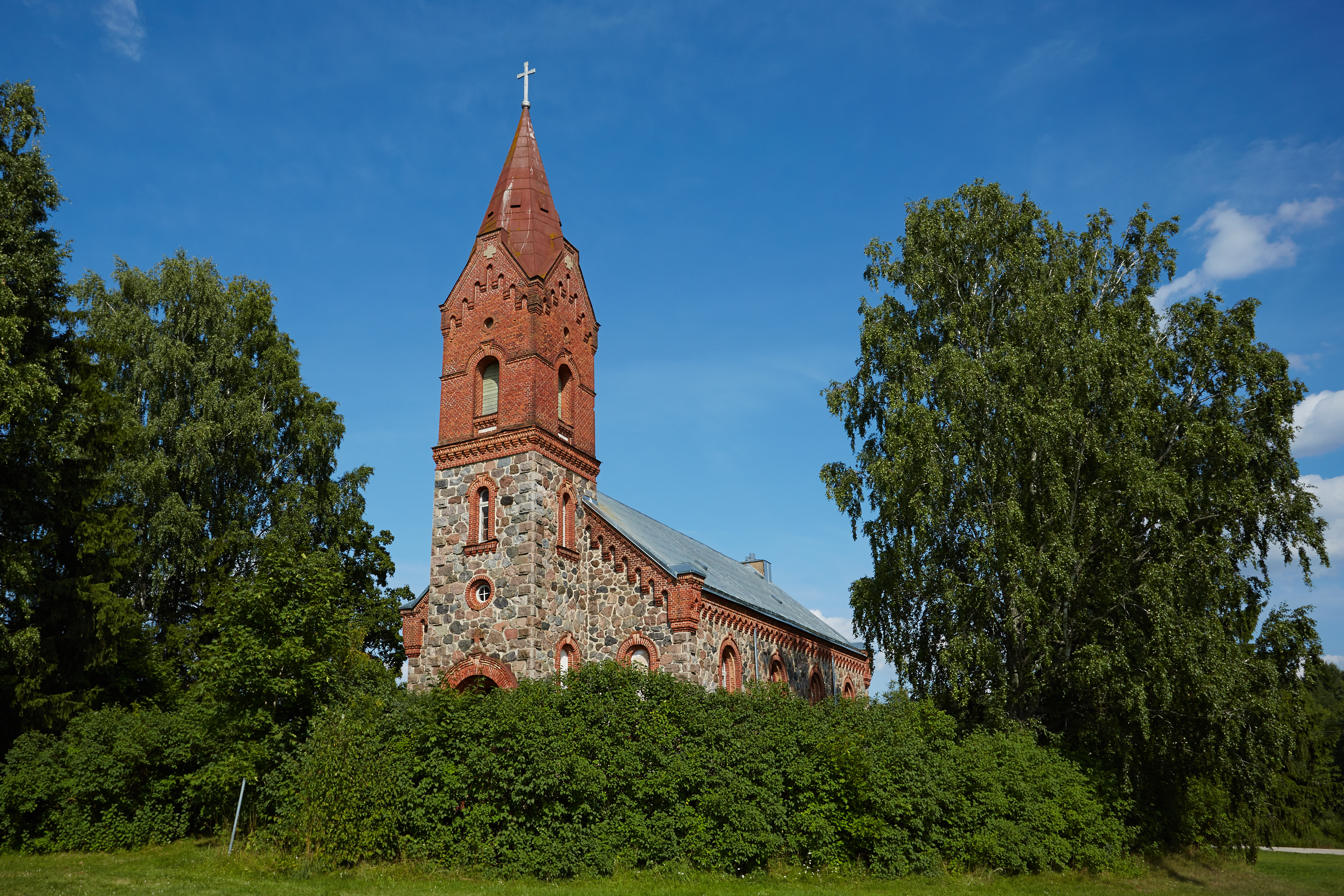